# Großer Buddha von Phuket
Der Große Buddha von Phuket (Thai: พระพุทธมิ่งมงคลเอกนาคคีรี – Phra Phuttha Mingmongkhon Akenakkhiri) ist eine Buddha-Statue auf der Insel Phuket in der Südregion von Thailand. 
Sie wurde 2008 (bis auf den Sockel) fertiggestellt und ist einer der markantesten Aussichtspunkte der Insel. 
Die imposante Marmorstatue ist 45 Meter hoch und hat einen Durchmesser von 25 Meter am Sockel. Der Buddha sitzt auf einem großen Podest aus stilisierten Lotusblüten und schaut vom Gipfel des Nakkerd Hill (Khao Nakkerd) nach Osten auf die Chalong-Bucht. Für den noch nicht ganz fertiggestellten Sockel kann man gegen eine kleine Gebühr noch Marmorplatten kaufen und mit seinem Namen versehen einbauen lassen.

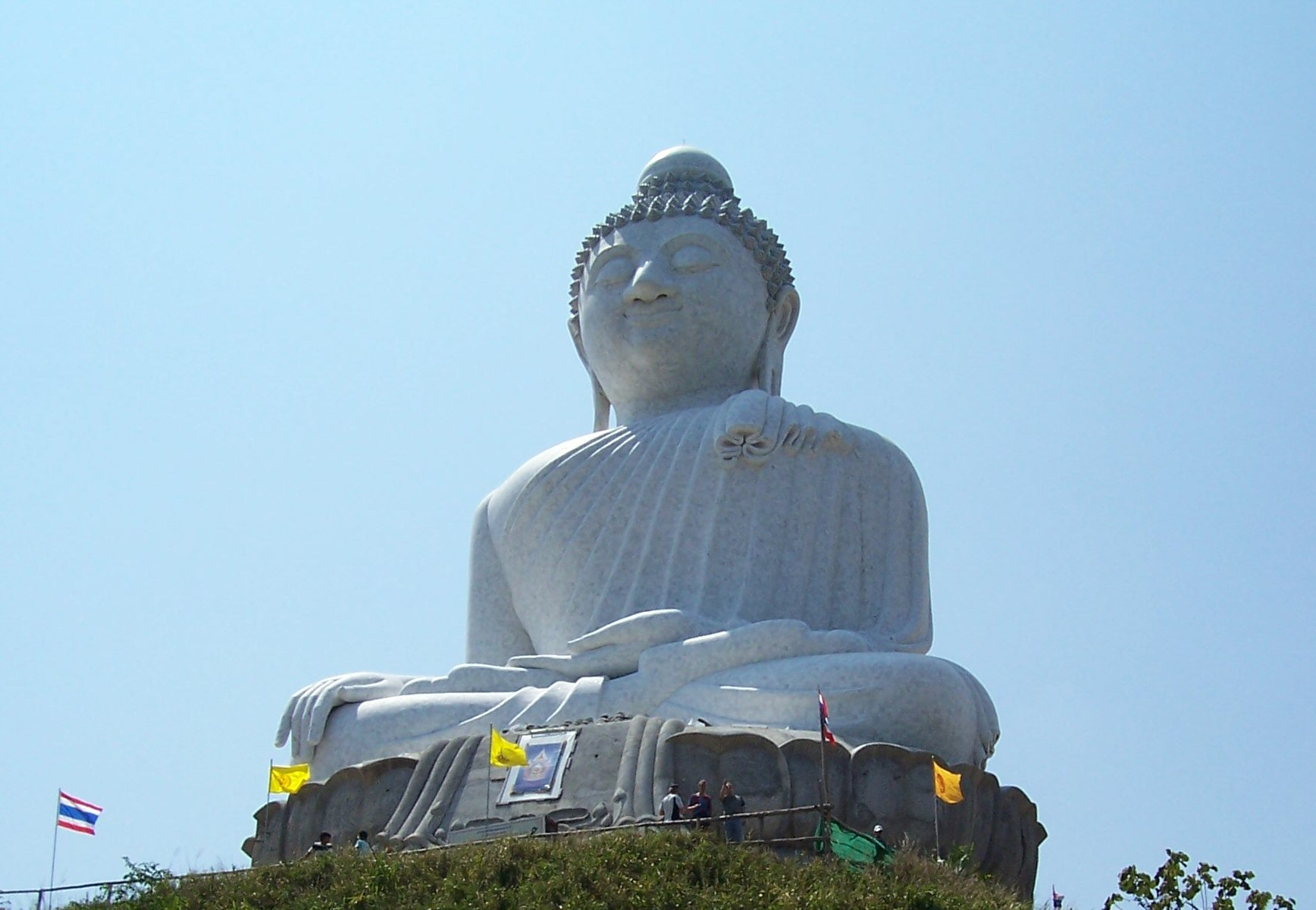
Die Marmorstatue ist weithin sichtbar
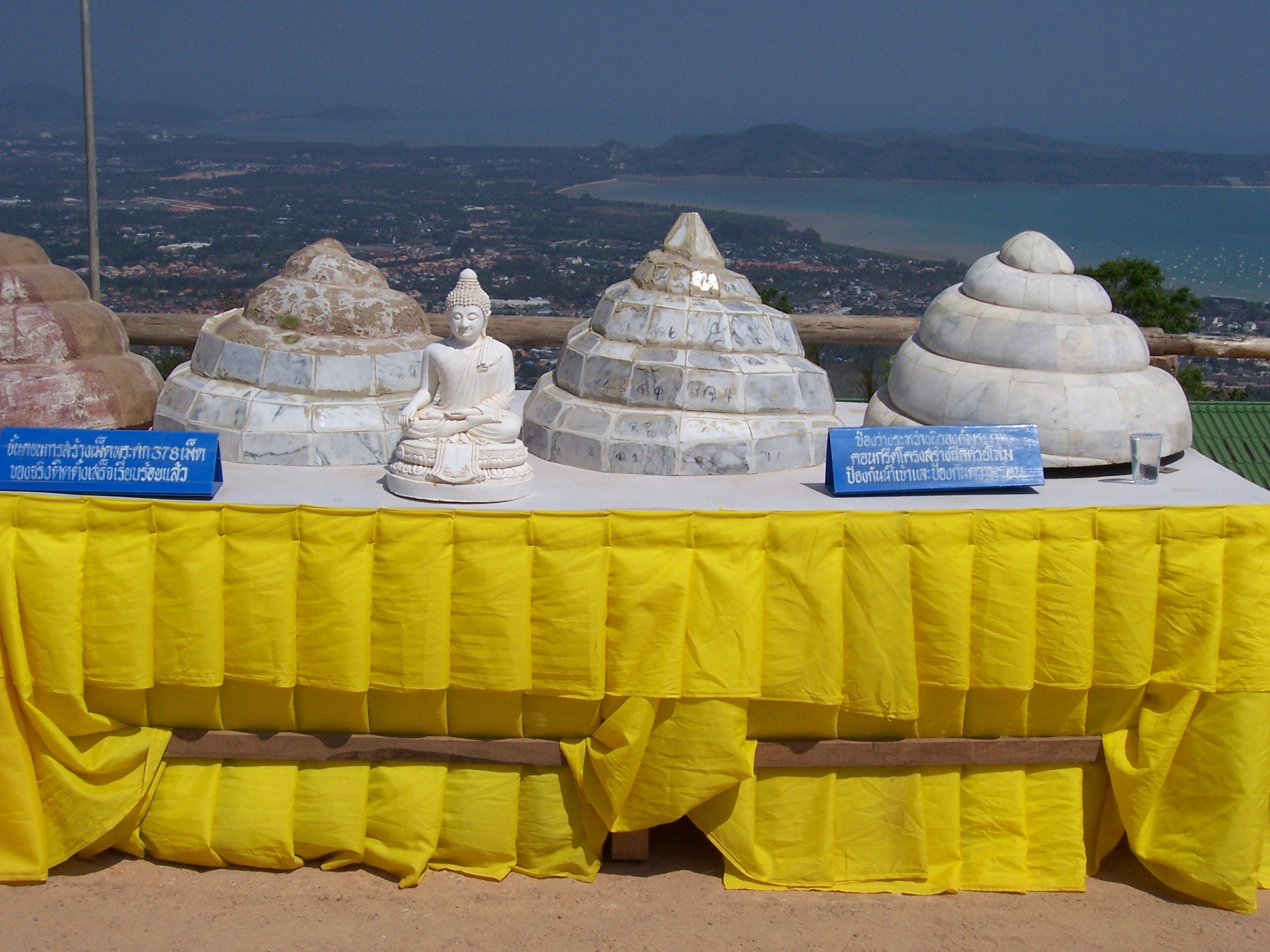
Das sind die einzelnen Bauteile für die Haarpracht des Buddhas
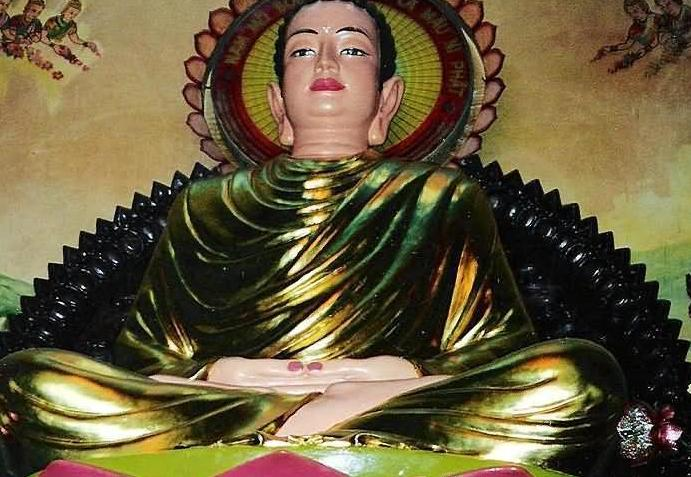
Hier sieht man ein Lotusblatt, welches für den Sitz des Buddhas von Phuket eingebaut wurde
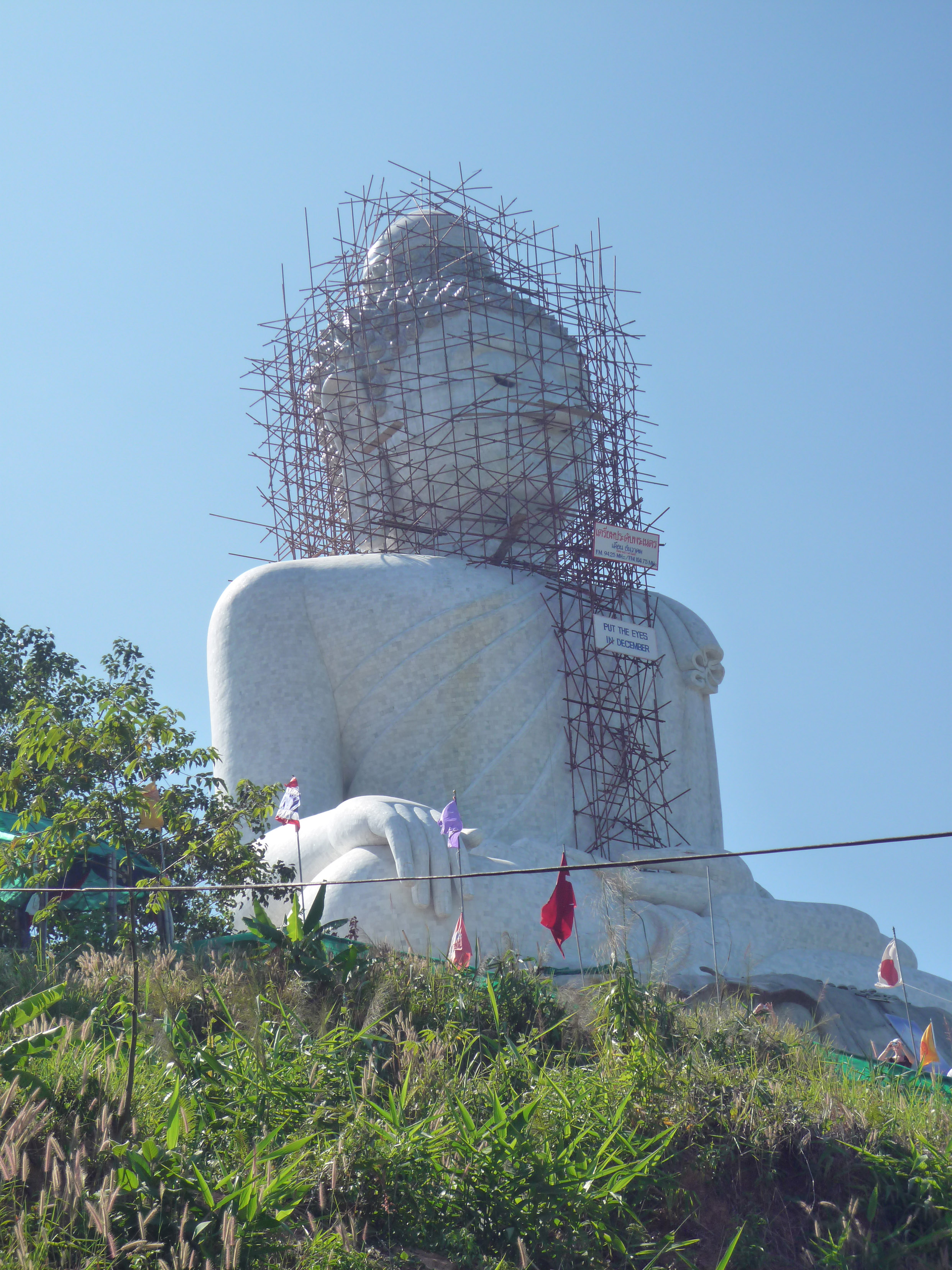
Vorbereitungen für den Einsatz der Augen
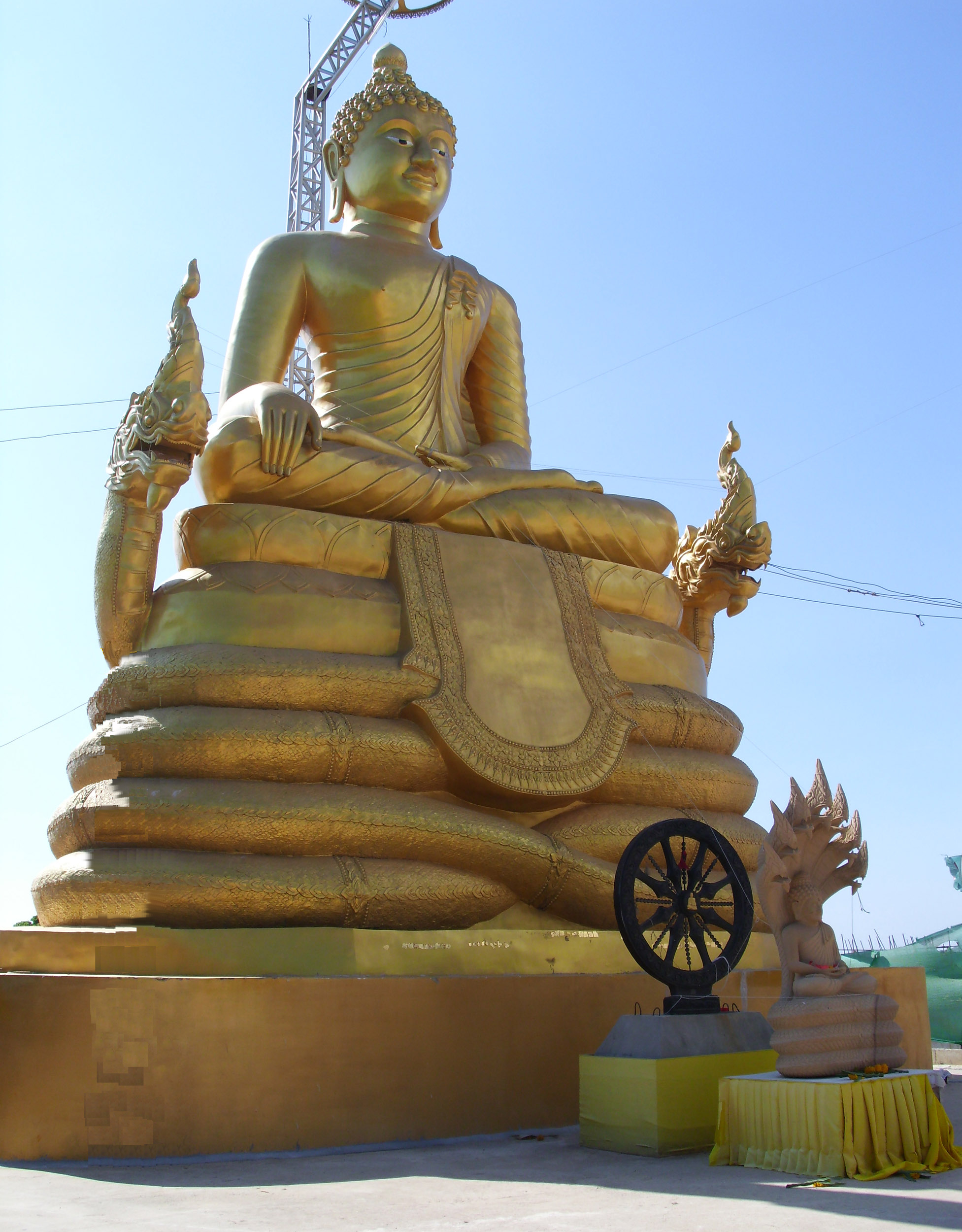
Kleiner Buddha von Phuket aus Messing